# Δ-癸内酯
δ-癸内酯，简称DDL，是一种内酯，化学式 C10H18O2。它天然微量存在于水果和奶制品中。它可以从化学和生物来源获得。从化学方法获得的方法是2-戊基环戊酮的拜耳－维立格氧化反应；而生物质方法是通过6-戊基-α-吡喃酮的氢化产生。 DDL应用于食品、聚合物和农业。
δ-癸内酯的S-对映异构体很香，而R-对映异构体则是北美豪猪的警告性恶臭的主要成分。